# 주당순자산가치
주당순자산가치(BPS, Book-value Per Share)는 기업의 순자산을 발행 주식수로 나눈 것이다.

## 개념
주당순자산가치는, '청산가치' 라고도 불린다. 그 이유는 현재 시점에서 기업의 활동을 중단시키고 그 부를 모든 주주들에게 나눠줄 경우 한주당 얼마씩이 돌아가는가를 나타내는 수치이기 때문이다. 보통 주당순자산가치라는 말은 잘 쓰지 않고 BPS라고 하므로 이하 BPS로 쓴다.

## 계산 방법
기업의 총자산에서 부채를 빼면 자기자본이 나온다. 어림셈법으로, 이것을 순자산으로 보고 총 발행주식수로 나누어서 BPS를 산출하는 방법도 있다. 예를 들어 회사에 순자산이 1억이 있고, 총 발행된 주식이 1만장 있다면 주당순자산은 1만원이 된다.
주당순자산을 좀더 보수적으로 계산하려면, 여기서 상표권, 영업권 등의 무형자산과 배당금, 임원상여금 등 사외유출분을 뺀 것을 순자산으로 본다. 이것을 총 발행주식수로 나누면 BPS가 나온다.
예를 들어 회사에 전체 자산이 2억 2천만 원이 있고, 이중 부채가 1억, 무형자산과 배당금, 상여금 등으로 나가야 할 돈이 총 2천만 원이라면 순자산은 1억원이 된다. 여기에 총 발행 주식이 1만장이라면 BPS는 1만 원이 된다. 즉 이 회사를 지금 당장 폐업시키고 자산을 모두 처분하여 주주 배당금과 상여금 등으로 쓸 돈을 제외하고 나머지를 모두 주주들에게 돌려준다면, 주주들은 한주당 1만 원씩을 받게 된다.

## 판단 방법
BPS가 높다는 것은 자기자본의 비중이 크거나 회사 가치가 높다는 것을 나타낸다. BPS에는 주가 정보가 고려되어 있지 않으므로, 이 회사의 주가가 자산 가치에 비해 얼마나 저평가 혹은 고평가되어 있는지 판단하기 위해 PBR이라는 값을 사용한다.
PBR 값은 BPS 값으로 현재 주가를 나눈 것이다. BPS가 1만원인 위 사례에서 주가가 5,000원이라면 PBR은 0.5가 되고, 주가가 20,000원이라면 PBR은 2가 된다. 즉 전자의 경우 주가는 실제의 자산에 비해 저평가되어 되어 있는 것이고, 후자의 경우 주가는 실제 자산에 비해 고평가 되어 있는 것이다.
이렇게 되는 이유는 BPS가 단지 현재 자산의 청산가치일 뿐, 현재의 현금흐름이나 미래의 가치를 반영하고 있지는 않기 때문이다. 예를 들어 BPS가 높은 즉 많은 자산을 보유하고 있는 기업도 순이익이 적거나 마이너스라면 주가는 낮을 것이고, BPS가 낮은 즉 자산이 적은 기업도 순이익이 크다면 주가는 높게 책정될 것이다.

## 참고 문헌
- 시사상식사전, 박문각
- 아이투자 가치투자용어 - 주당순자산(BPS)

## 같이 보기
- PBR
- BPS